# 奥拉夫·温特
奥拉夫·温特（德語：Olaf Winter，1973年7月18日—），德国男子皮划艇运动员。他曾代表德国参加1996年和2000年夏季奥林匹克运动会皮划艇比赛，其中1996年奥运会获得一枚金牌。